# 胡侍
胡侍（1492年—1553年），字承之，號瀠溪、蒙溪，陝西西安府咸宁县人，祖籍直隸溧陽（今江蘇），明朝政治人物，進士出身。

## 生平
明朝兵部尚書胡汝砺之子，正德八年癸酉科陕西乡试第二十四名举人，十二年（1517年）登丁丑科会试第一百六十名，二甲四十四名進士，大理寺观政，授刑部雲南司主事，歷任刑部員外郎，官至鴻臚寺右少卿。張璁、桂萼既擢學士，胡侍彈劾兩人，反被誣陷，謫潞州同知。又因侍試諸生題中譏諷大禮議事件而被逮捕入京，貶斥為民。

## 著作
著有《蒙豁集》三集、《續卷》一卷，《墅談》二卷、《真珠船》八卷、《清涼經》一卷等。时人称其“胸罗星斗之文，落笔而烟云满纸；腹蕴经史之奥，纵谈而古今悬河。”胡侍还有一些诗词作品传世，今散见有《行药》、《登汉武帝玄都坛》、《凉州词》、《铁柱泉颂并序》、《扈驾郊坛陪祭》、《城夜》、《辛丑即事》、《采莲曲》等。从胡侍的大量作品中，可以看到其文采精美。明代《国朝献征录》中收集的《鸿胪寺右少卿胡公侍墓志铭》称胡侍“著述精研，搜罗极至……谓为词林之宗，学海之巨儒。”此虽赞誉过极，但胡侍的文章内容广博，一得一议，措词精琢，见其心志悠悠，反映出胡侍的文学成就。

## 家族
曾祖父胡雄，因犯法被流放到银川卫。祖父胡璉，秀才，贈兵部左侍郎。
父胡汝砺，官至兵部尚書，未任卒。母王氏，封淑人。慈侍下。叔胡汝楫。兄胡佶、弟胡傅、胡佑、胡伸、胡儐、胡值、胡僑、胡傳、胡俸、胡何。